# Laniocera
A Laniocera a madarak (Aves) osztályának verébalakúak (Passeriformes) rendjébe és a Tityridae családjába tartozó nem.

## Rendszerezés
A nembe az alábbi 2 faj tartozik:
- Laniocera hypopyrra
- Laniocera rufescens